# Ritter Pásmán

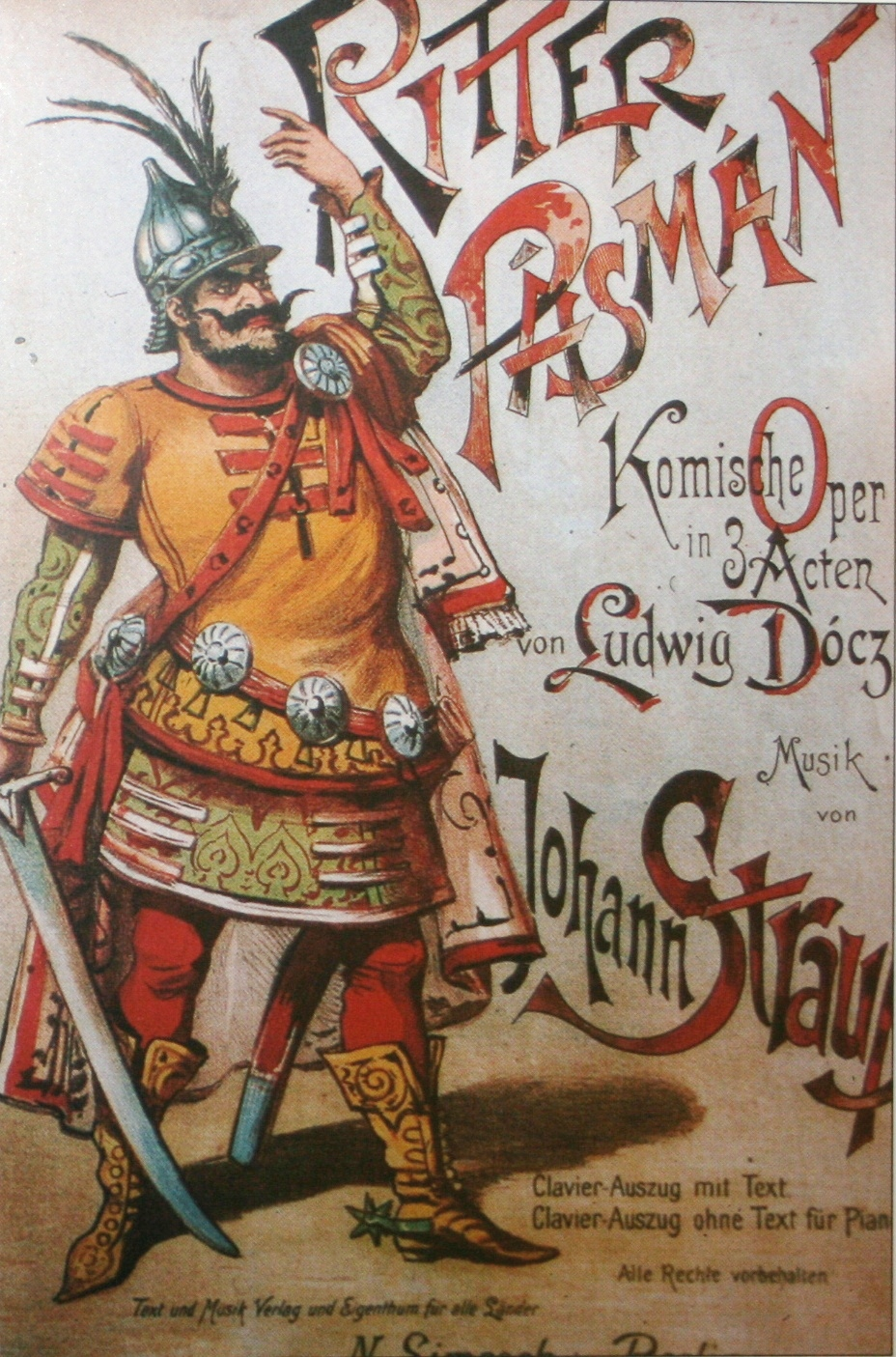
Affisch till premiären 1892.

Ritter Pásmán är en opera i tre akter med musik av Johann Strauss den yngre och libretto av Ludwig von Dóczy efter den ungerska berättelsen Pázmán lovag av János Arany. Den framfördes första gången den 1 januari 1892 på Wiener Hofoper i Wien.

## Historia
Efter att ha komponerat dansmusik och operetter under större delen av sitt liv längtade Johann Strauss efter att komponera en riktig helaftonsopera med premiär på självaste Wiener Hofoper. 1888 erbjöd sig den ungerska författaren Ludwig von Dóczy (som Strauss hade haft kontakt med angående operetten Simplicius) att bearbeta sitt lustspel "Der Kuss" (Kyssen) till ett operalibretto. Stycket var baserat på en berättelse av dåtidens störste ungerska författare János Aranay. Berättelsen hette Ritter Pásmán och var en ungersk riddarsaga. På ett tidigt stadium fann sig Strauss hämmad i sitt artistiska skapande, både av genren och av det tunga librettot, och trots sin beslutsamhet att fullborda verket tog det nästan fyra år. För att spara tid och arbete fick en konservatoriestudent uppdraget att renskriva partituret. Detta gav Johann Strauss inte endast en lättnad utan också bekymmer. Det smög sig in åtskilliga fel, som den irriterade Strauss fick rätta innan arbetet kunde överlämnas till Hovoperan.
Repetitionerna började under hösten 1891 och operachefen, Wilhelm Jahn, hade själv begärt att få leda repetitioner och instudering av verket. Johann Strauss blev inte inbjuden att deltaga men textförfattaren von Dóczy gick för att lyssna. Han rapporterade till Strauss: "Jahn är storartad! Han ser och hör allt och utarbetar allting noggrant, skonar ingen och låter taga om somliga ställen tio gånger...!" Från början var det meningen att premiären skulle äga rum i slutet av december. Men sjukdom i ensemblen gjorde att man sköt upp premiären till nyårsdagen 1892. Den 24 november 1891 rapporterade London Times: "...myteri bland orkestermusikerna vid Kejserliga Hovoperan, vilka anser det under deras värdighet att uppföra Johann Strauss musik". Trots det var biljetterna slutsålda långt i förväg. De sista dagarna före premiären kunde man i bästa fall komma över någon privat biljett till tiofaldigt pris. Efter generalrepetitionen hade Strauss lovordat Jahn för instuderingen och sagt till sina vänner: "Allt är så som jag tänkt mig det hela. Nu må folk säga vad de vill. Jag har gjort vad jag kunnat."

## Premiären
Stämningen var hög under hela föreställningen och Strauss själv blev uppropad på scenen vid ett flertal tillfällen för att mottaga publikens hyllning. Presskritiken var också övervägande positiv. Speciellt hade man fastnat för dryckesvisan i första akten, kärleksduetten i andra akten och balettmusiken i den tredje akten. Musikkritikern Eduard Hanslick kallade balettmusiken "Partiturets lysande kronjuvel" och skrev i tidningen Neue Freie Presse den 3 januari 1892: 
"Vi måste särskilt prisa balettmusiken i tredje akten. Den är överlägset verkets kronjuvel. Ingen annan än Johann Strauss kunde ha skapat den! Även om han är på rätt spår från starten och framför allt är en 'absolut' musiker gillar han inte att vara bunden till orden, till texten. Med de första takterna av 'Pásmánbaletten' får han plötsligt luft under vingarna och med ungdomlig styrka och glädje stiger han upp i luften; libretto och poet försvinner från hans syn - 'nu är jag ensam mästare!'. Baletten börjar med en polka, dansad i slavonska bondekostymer. Musiken, bestående av tilltalande, spännande rytmer och fängslande orkestertoner, tillhör bland det vackraste av Strauss dansstycken. Efter detta följer en ytterst behaglig och delikat slöjdans i lättsam tretakt - en välkommen kontrast till den föregående polkan. Tempot stiger lite och utvecklas till en vals i F-Dur, ett dansstycke av perfekt förfining och poesi. Till och med efter polkan verkade applåderna aldrig ta slut och efter valsen bröt en veritabel storm ut. Men det blev bättre: en csárdás av energisk nationalkaraktär. Så som violinerna brinner, så som klarinetterna gråter, så som cymbalen klingar i orkestern! Den stegrande intensiteten i tempo, rytm och ljud som detta stycke sväller ut i är makalöst. Denna ojämförliga balettmusik skulle ensam kunna förvandla vilken opera som helt till en succé. Den väcker i mig en ofta ställd önskan: Strauss måste skriva en komplett balett. I dessa dagar är han den ende kompositör som skulle klara av det med gott resultat. Och med en lekfull lätt hand".
Trots den goda kritiken var operan ingen succé och togs bort från repertoaren efter endast nio föreställningar till Strauss stora besvikelse. Den gjorde heller ingen lycka på de övriga scener som bemödade sig att sätta upp stycket. Från Prag skrev Johann Strauss till sin broder Eduard Strauss den 22 april 1892: 
"Jag kan inte förneka att jag känner mig spänd över Pásmáns öde idag. Jag eftersträvade inte någon förmögenhet med honom  - kanske har jag skrivit denna opera endast för att bevisa att man kan skriva annat än bara dansmusik. Texten med sina underbart vackert verser är emellertid som opera alldeles för odramatisk utformad av diktaren. Jag vill inte förebrå Dóczy någonting, men att göra så mycket väsen för en liten oskyldig kyss, passar inte dagens korrumperade samhälle. Nuförtiden skulle publiken ha funnit det bättre på sin plats, om kungen hade förfört den ärbara riddarhustrun. I själva verket tillhör operan för min del redan förgångna tid..."
Efter Wien, Prag och München blev det Berlins tur att spela operan Ritter Pásmán. Även där blev framgången måttlig. Strauss skrev själv från Berlin: "...att den ringaste framgång för en opera av mig gäller i mina ögon för mer än mycket annat..."

## Personer
| Roller                  | Röstläge    | Premiärbesättning 1 januari 1892 |
| ----------------------- | ----------- | -------------------------------- |
| Ritter Pásmán           | bas         | Franz von Reichenberg            |
| Eva                     | mezzosopran | Marie Renard                     |
| Gundy                   | alt         |                                  |
| Karl Robert von Anjou   | tenor       |                                  |
| Mischu, Pásmáns betjänt | tenor       |                                  |
| Omodé, hovmarskalk      | tenor       |                                  |
| Rodomonte, hovnarr      | baryton     |                                  |
| Drottningen             | sopran      |                                  |

## Handling
Operans handling är förlagd till Ungern under riddartiden. Ungerns unge konung är med ett följe ute på jakt när de överraskas av oväder och söker skydd i en riddarborg. Borgens herre är inte hemma men den unga riddarhustrun och borgens betjäning gör vad de kan för jaktsällskapet, som inte röjer att det är fråga om kungen och hans folk. Man äter och dricker. När riddaren kommer hem har gästerna redan visats till sina natthärbärgen. Men innan den unge kungen gått in i sitt nattlogi kysste han riddarhustrun. Detta observerades av en tjänare som rapporterar kyssen till sin herre. Då har kungen och hans följe redan begett sig av. Riddaren känner sig kränkt och beger sig ut på jakt efter den skändlige gästen. Spåren leder honom till kungens slott, där riddaren Pásmán beskriver vad han utsatts för. Kungen vill inte erkänna sitt tilltag men hans drottning förstår snart hur det hela hänger ihop. För att skona riddaren och dessutom råda bot på makens överilade handling föreslår hon att Pásmán kysser henne - så att balansen blir återställd. Så blir det också. Pásmán kunde ju knappast med våld hämnas på kungen som i så fall skulle ha låtit döda den svartsjuke riddaren. Å andra sidan tillät inte hedern Pásmán att rida bort från slottet i oförrättat ärende. Drottningens förslag blev alltså den geniala och fredliga lösningen på problemet.

## Musiken
Under många år hade familjen Strauss gjort reklam för olika kompositörers operor och operetter genom att sammanställa egna orkesterverk med teman från verken. I och med Indigo und die 40 Räuber påbörjade Johann Strauss ett liknande tillvägagångssätt men denna gång med sina egna operetter. Utifrån musiken till Ritter Pásmán sammanställde han sammanlagt fyra separata orkesterverk:
- Pásmán-Walzer, Vals
- Eva-Walzer, Vals
- Pásmán-Polka, Polka
- Pásmán-Quadrille, Kadrilj